# Berfu Cengiz
Berfu Cengiz (Adana, 18 de octubre de 1999) es una tenista turca.

## Carrera
Cengiz juega principalmente torneos en el Circuito femenino de la ITF, donde ha ganado tres sencillos y seis dobles. Jugó su primer torneo como jugadora profesional en abril de 2014 y estuvo en Antalya en febrero en su primera final individual, en la que perdió ante la rumana Diana Enache en tres sets con 6: 4, 4: 6 y 0: 6. Cengiz celebró su primera victoria en el torneo en agosto de 2016 en Sharm Asch-Schaich, donde derrotó a la sueca Anette Munozova 6-2 y 6-4 en la final.
En 2015, recibió un comodín para calificar para la Copa de Estambul en el WTA Tour . Allí ganó su partido de primera ronda contra Julija Bejhelsymer 6: 1, 3: 6 y 6: 4 antes de perder en la ronda de clasificación contra Alexandra Panowa con 1: 6 y 3: 6.
En el Abierto de Australia 2016, Cengiz comenzó en la competición juvenil en singles y con Ioana Minca en dobles. En ambas competiciones, ella cayó en la primera ronda.

## Victorias en torneos

### Individual
| No      | Fecha                | Torneo              | Categoría    | Superficie  | Oponente final  | Resultado        |
| ------- | -------------------- | ------------------- | ------------ | ----------- | --------------- | ---------------- |
| Primero | 21 de agosto de 2016 | Scharm asch-Schaich | ITF $ 10,000 | Cancha dura | Anette Munozova | 6: 2, 6: 4       |
| 2.º     | 11 de junio de 2017  | Banja Luka          | ITF $ 15,000 | Arena       | Nina Potočnik   | 6: 4, 3: 6, 6: 3 |
| 3.º     | 4 de marzo de 2018   | Scharm asch-Schaich | ITF $ 15,000 | Cancha dura | Yuliya Hatouka  | 6: 3, 4: 6, 6: 3 |

### Dobles
| No      | Fecha                    | Torneo     | Categoría    | Topping     | Pareja             | Oponentes finales                      | Resultado            |
| ------- | ------------------------ | ---------- | ------------ | ----------- | ------------------ | -------------------------------------- | -------------------- |
| Primero | 15 de octubre de 2016    | Antalya    | ITF $ 10,000 | Arena       | Ani Vangelova      | Cristina Adamescu · Sadafmoch Tolibowa | 6: 3, 6: 4           |
| 2.º     | 19 de noviembre de 2016  | Antalya    | ITF $ 10,000 | Arena       | Olga Danilović     | Alemania Alemania                      | 6: 4, 6: 4           |
| 3.º     | 9 de junio de 2017       | Banja Luka | ITF $ 15,000 | Arena       | Ani Vangelova      | Riya Bhatia Tamara Čurović             | 7: 5, 7: 6 4         |
| 4.º     | 12 de agosto de 2017     | Estambul   | ITF $ 15,000 | Arena       | İpek Öz            | Vasilisa Aponasenko · Tea Faber        | 6: 4, 6: 1           |
| 5.º     | 30 de septiembre de 2017 | Jounieh    | ITF $ 15,000 | Arena       | Ola Abou Zekry     | Jacqueline Cabaj Awad · Fanny Östlund  | 6: 4, 7: 5           |
| 6.º     | 22 de julio de 2018      | Astaná     | ITF $ 80,000 | Cancha dura | Anna Danilina      | Oqgul Omonmurodova Ekaterine Gorgodse  | 3: 6, 6: 3, [10: 7 ] |
| 7.º     | 22 de julio de 2018      | Fergana    | ITF $25,000  | Cancha dura | Nigina Abduraimova | Australia · Ksenia Laskutova           | 4: 6, 6: 1, [10: 3 ] |